# 賈巴·康卡瓦
賈巴·康卡瓦（1986年3月18日—）是一位喬治亞足球運動員，在場上司職中場。他現在效力於斯洛伐克超級足球聯賽球隊巴迪斯拉華施洛雲體育會。他也是喬治亞國家足球隊的一員。

## 外部連結
- 賈巴·康卡瓦 – FIFA國際賽競賽紀錄 (存檔)
- Soccerway資料庫：賈巴·康卡瓦